# كليب الدو
كليب الدَّو أو الجِسي أو ثلاثي الشوك (الاسم العلمي: Triacanthus)، جنس أسماك بحرية من فصيلة كليبيات الدو موطنها المحيط الهندي وغرب المحيط الهادئ.

## الأنواع
يوجد حاليًا نوعان معترف بهما في هذا الجنس
- كليب الدو ذو القرنان ماركوس إليسر بلوخ, 1786 (Short-nosed tripodfish)
- Triacanthus nieuhofii بيتر بليكر, 1852 (Silver tripodfish)